# Fritz Flügel
Fritz Eugen Flügel (* 20. März 1897 in Dresden; † 23. April 1973 in Erlangen) war ein deutscher Psychiater und Neurologe. Er lehrte an den Universitäten Leipzig, Halle und Erlangen.

## Leben
Fritz Flügel wurde als Sohn eines Architekten geboren. Auf der Dresdner Dreikönigsschule vorgebildet, wurde er 1914 freiwillig beim Krieg an der Westfront eingesetzt, stieg zum Leutnant auf und kehrte 1918 zurück. Erhalten hatte er das Eiserne Kreuz II. Klasse sowie das Albrechtskreuz zweiter Klasse. Anschließend studierte er seit 1919 Medizin in Leipzig, Freiburg, Breslau, Würzburg und München, bestand 1922 sein Staatsexamen und wurde an letztgenannter Universität 1924 zum Doktor der Medizin promoviert.
Nach seiner Promotion war Flügel als Assistent in München tätig, anschließend von 1925 bis 1927 an der Pariser Klinik Charcot Salpetriere, wo er auch in der Neurologie ausgebildet wurde.
Als Assistent ging Flügel 1927 an die Universität Leipzig. Später stieg er zum Oberarzt an der Psychiatrischen Klinik auf und habilitierte sich 1932  über Hirntumore. Ab 1936 war er als Privatdozent an der Universitätsnervenklinik tätig.
Ab 1933 war Flügel Angehöriger der SA, er beantragte am 17. Juli 1937 die Aufnahme in die NSDAP und wurde rückwirkend zum 1. Mai desselben Jahres aufgenommen (Mitgliedsnummer 4.301.376). Zudem gehörte er der NSV und dem NSKK an.
1938 folgte die Ernennung zum außerordentlichen Professor. Im Januar 1939 wurde er außerdem als Direktor der Chemnitzer Nervenklinik eingesetzt. Im September 1939 wechselte Flügel an die Universität Halle, wo er Direktor der Universitätsnervenklinik wurde.
Während des Zweiten Weltkrieges war Flügel im Rang eines Oberfeldarztes zunächst beratender Militärpsychiater bei der 6. Armee und ab Anfang 1943 fungierte er als beratender Psychiater des Wehrkreises VI. Bei dem Bevollmächtigten für das Gesundheitswesen Karl Brandt war er 1944 Angehöriger des wissenschaftlichen Beirates. Flügel erhielt das Kriegsverdienstkreuz sowohl der I. wie auch der II. Klasse.
Flügel geriet Dezember 1945 in den Verdacht, mit anderen Geisteskranke getötet zu haben. Die Anschuldigungen stellten sich schließlich als unwahr heraus. Trotzdem musste er im Januar 1946 seine Ämter in Halle aufgeben, da er Mitglied der NSDAP gewesen war. Flügel blieb aber weiterhin als Fachmann angestellt. 1946 trat er der Ost-CDU bei.
Im Jahre 1949 floh Flügel nach Westdeutschland, wo er zunächst eine Anstellung in Tübingen fand. 1951 schließlich wurde er zum ordentlichen Professor und Direktor der psychiatrischen Nervenklinik an der Universität Erlangen ernannt. Im Folgejahr wurde er in die  Deutsche Akademie der Naturforscher Leopoldina gewählt. 1960 gründete er die Deutsche Arbeitsgemeinschaft für Neuropsychopharmakologie und wurde als deren Vorsitzender eingesetzt. Die Ämter an der Universität hielt er bis zu seiner Emeritierung 1965 inne, 1973 starb er 76-jährig in Erlangen.

## Verdienste
Während seiner Zeit an der Erlanger Nervenklinik, Anfang der 1950er Jahre, leistete er mit seinen Kollegen einen Beitrag zur Einführung von Chlorpromazin an deutschen psychiatrischen Kliniken.

## Publikationen
- Zwischen Metz u. den Vogesen, Hannover 1914.
- Das Bild der Melancholie bei intellektuell minderwertigen Frauen, 1924. (Dissertation)
- Die Encephalographie als neurologische Untersuchungsmethode, 1932. (Habilitationsschrift)
- Französisch-deutsche Gespräche über die psychiatrische Therapie, Basel 1962.
- Wirkungsmodalitäten und [Wirkungs]qualitäten des antidepressiven Effektes, Aulendorf 1964.